# Cejle
Cejle (en allemand : Zeil ) est une commune du district de Jihlava, dans la région de Vysočina, en République tchèque. Sa population s'élevait à 521 habitants en 2024.

## Géographie
Cejle se trouve à 9 km à l'ouest-sud-ouest de Jihlava et à 109 km au sud-est de Prague.
La commune est limitée par Hojkov et Mírošov au nord, par Dvorce au nord-est, par Kostelec à l'est et au sud-est, par Dolní Cerekev au sud, et par Rohozná et Nový Rychnov à l'ouest.

## Histoire
La première mention écrite de la localité date de 1360.

## Administration
La commune se compose de trois sections :
- Cejle
- Hutě
- ZSJ Kostelecký Dvůr

## Transports
Par la route, Cejle se trouve à 8,5 km de Telč, à 36,5 km de Jihlava et à 132 km de Prague.